# فهرست قنات‌های شهرستان فامنین
جدول زیر بر اساس آمار وزارت جهاد کشاورزیتهیه شده‌است. فهرست زیر قنات‌های شهرستان فامنین در استان همدان را نشان می‌دهد.
| نام قنات   | موقعیت                   | نزدیک‌ترین روستا | طول قنات (متر) | تعداد میله چاه | عمق مادر چاه | دبی (لیتر بر ثانیه) | سطح زیر کشت (هکتار) |
| ---------- | ------------------------ | --------------- | -------------- | -------------- | ------------ | ------------------- | ------------------- |
| عمومی      | بخش مرکزی شهرستان فامنین | قلعه جوق        | ۶۰۰            | ۲۲             | ۸            | ۲۰                  | ۲۰                  |
| عمومی      | بخش مرکزی شهرستان فامنین | قلعه جوق        | ۴۰۰            | ۱۸             | ۶            | ۱۵                  | ۱۵                  |
| قنات عمومی | بخش مرکزی شهرستان فامنین | فانحصاوی۱       | ۱۰۰۰           | ۴۰             | ۷            | ۱۶                  | ۱۰                  |
| قنات عمومی | بخش مرکزی شهرستان فامنین | راستگویان       | ۶۰۰            | ۲۴             | ۱۲           | ۷                   | ۷                   |
| قنات عمومی | بخش مرکزی شهرستان فامنین | قشلاق سفلی      | ۳۰۰            | ۱۳             | ۱۰           | ۵                   | ۵                   |
| قنات عمومی | بخش مرکزی شهرستان فامنین | طسمه چی         | ۴۰۰۰           | ۱۳۰            | ۱۵           | ۲۰                  | ۲۰                  |
| قنات عمومی | بخش مرکزی شهرستان فامنین | دهلق            | ۱۵۰۰           | ۸۰             | ۱۷           | ۵۰                  | ۵۰                  |
| قنات عمومی | بخش مرکزی شهرستان فامنین | معدن کوه        | ۹۰۰            | ۲۰             | ۱۸           | ۲۵                  | ۲۵                  |
| قنات عمومی | بخش مرکزی شهرستان فامنین | مرغ‌آباد         | ۷۰۰            | ۵۰             | ۱۰           | ۱۰                  | ۱۰                  |
| قنات عمومی | بخش مرکزی شهرستان فامنین | رضاباغی         | ۳۰۰            | ۱۵             | ۱۲           | ۵                   | ۵                   |
| قنات عمومی | بخش مرکزی شهرستان فامنین | پاوان           | ۱۵۰۰           | ۸۰             | ۱۵           | ۱۵                  | ۱۵                  |
| قنات عمومی | بخش مرکزی شهرستان فامنین | قره دای         | ۸۰۰            | ۲۵             | ۳۰           | ۱۲                  | ۱۲                  |
| قنات عمومی | بخش مرکزی شهرستان فامنین | زاغلیجه         | ۹۰۰            | ۲۵             | ۱۲           | ۱۵                  | ۱۵                  |
| قنات عمومی | بخش مرکزی شهرستان فامنین | فانحصاری۲       | ۵۰۰            | ۲۰             | ۸            | ۱۰                  | ۱۰                  |
| قنات عمومی | بخش مرکزی شهرستان فامنین | اجرلو           | ۳۲۰۰           | ۹۰             | ۲۰           | ۶۰                  | ۶۰                  |
| قنات عمومی | بخش مرکزی شهرستان فامنین | کله سر          | ۳۰۰            | ۸۰             | ۲۲           | ۳۰                  | ۳۰                  |
| قنات عمومی | بخش مرکزی شهرستان فامنین | مبارکین چپقلو   | ۷۰۰            | ۲۰             | ۸            | ۱۵                  | ۱۵                  |
| قنات عمومی | بخش مرکزی شهرستان فامنین | دهدیوان         | ۸۰۰            | ۴۰             | ۱۰           | ۱۵                  | ۱۵                  |
| قنات عمومی | بخش مرکزی شهرستان فامنین | سراوک           | ۵۰۰۰           | ۲۰۰            | ۳۰           | ۱۵                  | ۱۵                  |
| قنات عمومی | بخش مرکزی شهرستان فامنین | قومشانه         | ۱۰۰            | ۵۰             | ۲۰           | ۱۴                  | ۱۴                  |
| قنات عمومی | بخش مرکزی شهرستان فامنین | تبحرک           | ۴۰۰            | ۲۰             | ۱۰           | ۱۰                  | ۱۰                  |